# Oedothorax nazareti
Oedothorax nazareti là một loài nhện trong họ Linyphiidae.
Loài này thuộc chi Oedothorax. Oedothorax nazareti được miêu tả năm 1989 bởi Scharff.